# واکسن هاری
واکسن هاری واکسنی است که برای کنترل و درمان بیماری هاری به کار گرفته می‌شود. دو گونه واکسن هاری برای انسان و جانوران وجود دارند که هردو برای جلوگیری از ابتلا یا بعد از گاز گرفتگی توسط سگ یا خفاشی که مبتلا به بیماری هاری باشد، بی خطر و مؤثر هستند،و هیچ خطری برای انسان ندارد.
واکسن هاری یک واکسن است که برای برای جلوگیری از بیماری هاری استفاده می‌شود. چندین نوع از این واکسن در دسترس هستند که هم امن و هم مؤثر می‌باشند. این واکسن‌ها می‌تواند هم از پیش و هم برای مدتی مشخص پس از قرار گرفتن در معرض این ویروس، مانند گازگرفتی توسط یک سگ یا خفاش[البته گونه های پستاندار دیگر می توانند مستعد این بیماری باشند ولی گونه های غیر پستاندار درگیر این بیماری نمی شوند] مؤثر می‌باشند. ایمنی که تولید می‌شود پس از سه دوز به صورت بلند مدت در بدن باقی می‌ماند. این واکسن‌ها معمولاً از طریق تزریق به پوست یا عضله تجویز می‌شوند. پس از قرار گرفتن در معرض ویروس، واکسیناسیون به‌طور معمول همراه با ایمونوگلوبولین هاری مصرف می‌شود. توصیه می‌شود کسانی که در معرض خطر بالایی قرار دارند قبل از قرار گرفتن احتمالی در معرض ویروس واکسینه شوند. این واکسن‌ها هم در انسان و هم در سایر حیوانات مؤثر است. ایمن کردن سگ‌ها در جلوگیری از بیماری شدن انسان‌ها بسیار مؤثر است.

## عوارض واکسن
عوارض واکسن پس از واکسیناسیون خفیف است و جدی نیست و شامل: 
سردرد  
تب 
درد عضلانی 
کسالت 
تورم و قرمزی در محل تزریق  
سرگیجه می‌باشد 

## موارد منع مصرف
افراد باردار
شیردهی
سابقه آلرژیک 
احساس ناخوشایند و تب بالا 
دچار سیستم ایمنی ضعیف به هر دلیل 

## ایمنی
این واکسن‌ها را می‌توان با امنیت در تمامی گروه‌های سنی بکار برد. حدود ۳۵ تا ۴۵ درصد از مردم یک دوره کوتاه از قرمزی و درد در محل تزریق را نشان می‌دهند. حدود ۵ تا ۱۵ درصد از افراد ممکن است تب با سردرد یا حالت تهوع داشته باشند. پس از قرار گرفتن در معرض هاری، هیچ منعی برای استفاده از آن وجود ندارد و با تزریق آن علائم بلند مدتی برای فرد ایجاد نمی‌کند. اکثر واکسن‌ها دارای thimerosal نیستند. واکسن ساخته شده از بافت عصبی در چند کشور، عمدتاً در آسیا و آمریکای لاتین استفاده می‌شوند، اما این نوع واکسن‌ها کمتر مؤثر بوده و عوارض جانبی بیشتری دارند. در نتیجه استفاده از آن‌ها توسط سازمان بهداشت جهانی توصیه نشده‌است.

## واکسیناسیون
میلیون‌ها نفر از مردم سراسر جهان واکسینه شده‌اند و تخمین زده می‌شود که این امر موجب نجات جان بیش از ۲۵۰۰۰۰ نفر در سال می‌شود. این واکسن در فهرست داروهای ضروری سازمان بهداشت جهانی قرار دارد، که عبارت است از مهم‌ترین داروهای توصیه شده برای یک نظام سلامت. هزینه عمده فروشی آن بین ۴۴ و ۷۸ دلار آمریکا برای یک دوره درمان می‌باشد (ارقام سال 2014). در ایالات متحده یک دوره واکسن هاری بیش از ۷۵۰ دلار است.
ایران تنها کشور جنوب غرب آسیا است که در آن واکسیناسیون هاری به صورت رایگان انجام می‌شود. همچنین کشورهای منطقه مشتریان واکسن هاری از آزمایشگاه‌های ایران هستند.